# Chețiu
Chețiu – wieś w Rumunii, w okręgu Bistrița-Năsăud, w gminie Chiochiș. W 2011 roku liczyła 340 mieszkańców.